# Архітектура Угорщини

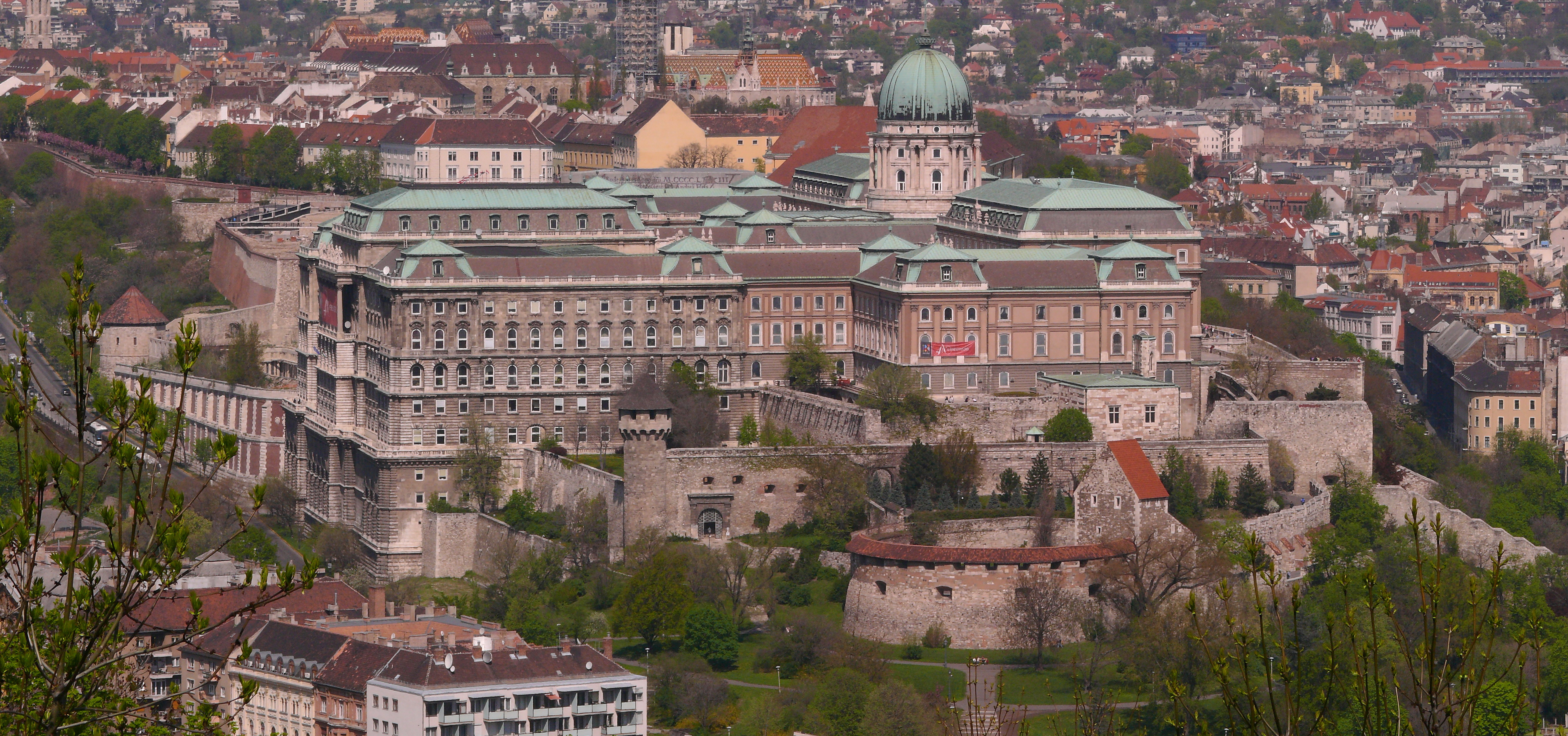
Замок і палац у Буді (Будапешт) як поєднання історичних епох та стилів.

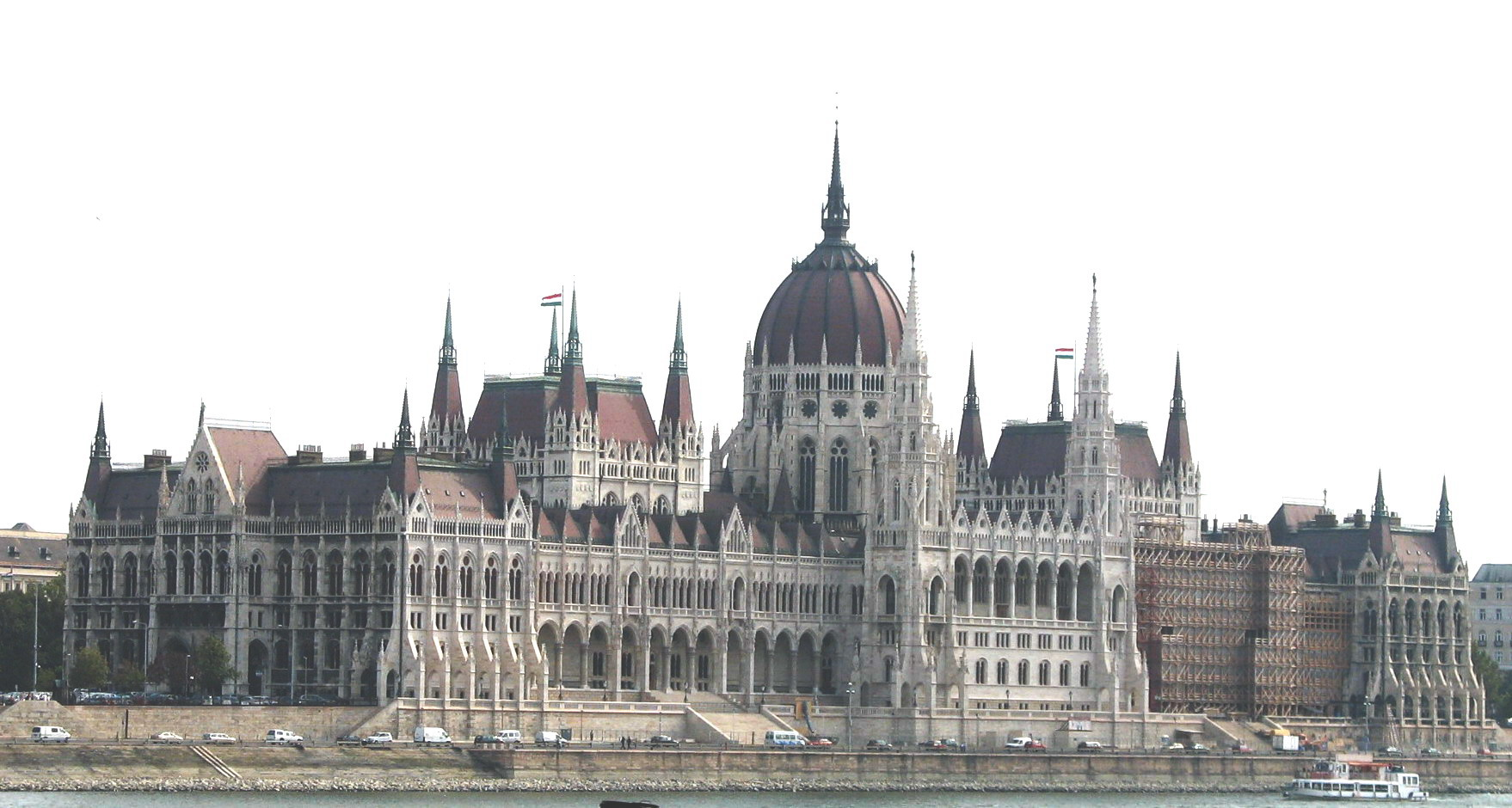
Будинок парламенту у Будапешті — шедевр угорської архітектури доби історизму; законодавчий орган країни та символ міста

Стильові напрямки Архітектури Угорщини формуються з приходом угорських кочових племен 895 року. Протягом своєї історії Угорщина не раз, і досить суттєво, змінювала межі своєї території. У часи найбільшого розширення в ХІІ — XV століттях вона включала території сучасних Словаччини, Закарпатської України, Трансильванії та Хорватії з виходом до Адріатики. З огляду на це, деякі пам'ятки угорської архітектури можуть розглядатися в контексті розвитку архітектури інших країн.

## Історія

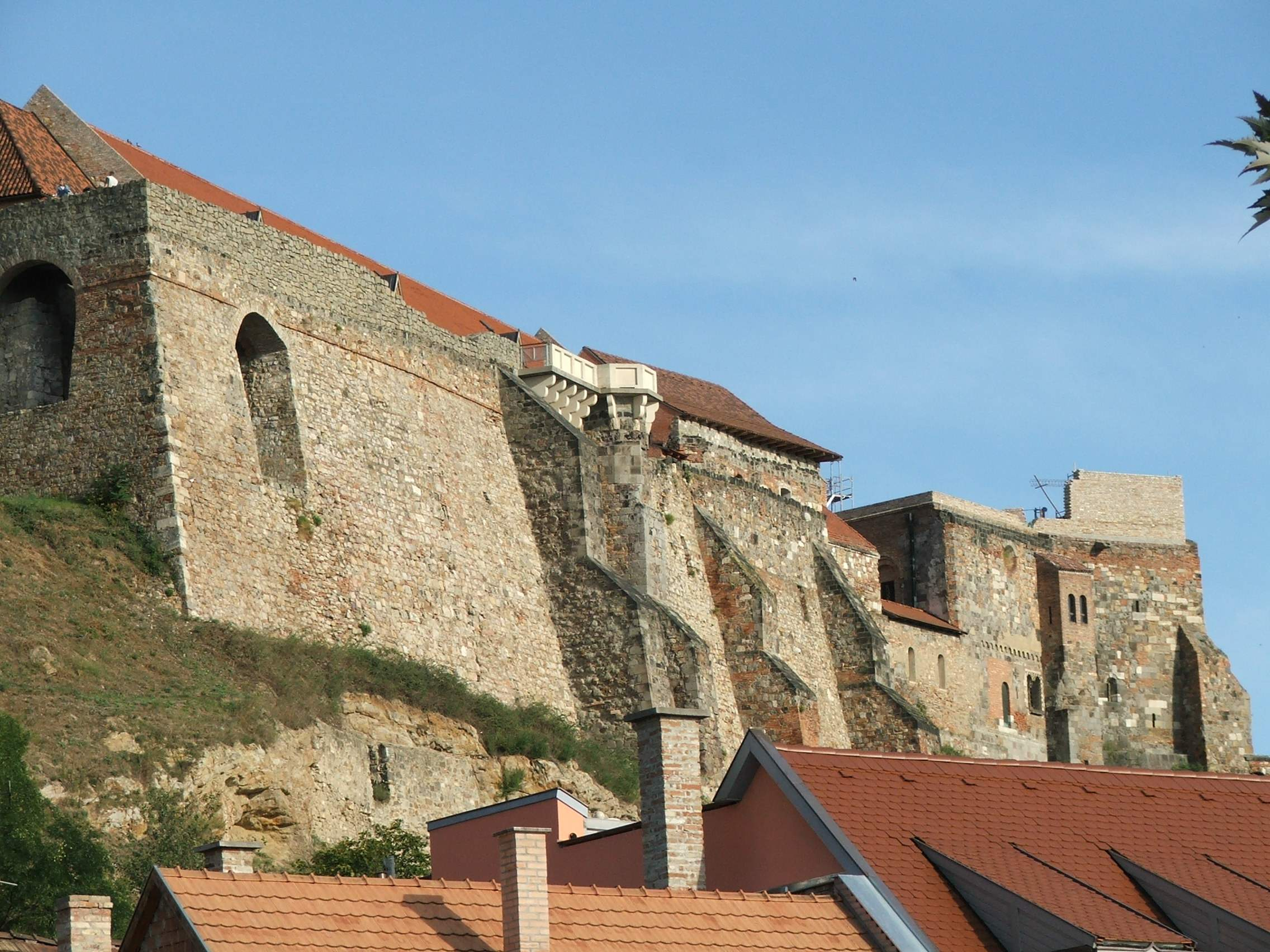
Південна частина Естергомського замку

Угорські кочові племена, які прийшли зі Сходу 895 року, на зламі ІХ—Х століть осіли в долинах річок Дунаю і Тиси, на території колишньої римської провінції Паннонії, створивши тут свою державу. На цих землях вони застали слов'янське, аварське населення, представників племен германців, також державу, що називалася Великою Моравією, всі з деякими набутками у будівництві, а також, що засадничо, архітектурно-містобудівну культуру, засновану на римській спадщині. Проте, навіть коли угорські міста виростали на руїнах римських (Шопрон, Дебрецен), або поблизу них (Буда), вони не відтворювали старої розпланувальної структури. Основні міста Угорщини: Сегед, Пап, Естергом, Секешфегервар, Дебрецен, Печ, Шопрон, Вишеград, Шарошпатак, Буда. Вони мали замки, центральні площі нерегулярного плану з собором і цвинтарем, були оточені зовнішніми оборонними мурами. Першими королівськими столицями були Естергом, Секешфегервар, а від середини ХІІІ століття — Буда.
Близько 1000 року за короля Стефана І (Іштвана) Угорщина прийняла християнство. Кочові угорці на той час не мали містобудівних та архітектурних традицій. Тому в країну запросили Бенедиктинський чернечий орден, який узяв у свої руки не тільки духовно-освітні справи, а й сферу архітектури. Са́ме бенедиктинські будівельні артілі запровадили в Угорщині розвинений тип католицького храму — тринавову базиліку з західним фасадом, фланкованим двома вежами. Крім того, Угорщина як наступниця Великоморавської держави стала спадкоємицею її архітектурних традицій, зокрема в будівництві центричних храмів — ротонд і тетраконхів.

## Періодизація

### Романська доба— ХІ— середина ХІІІ ст.ст.

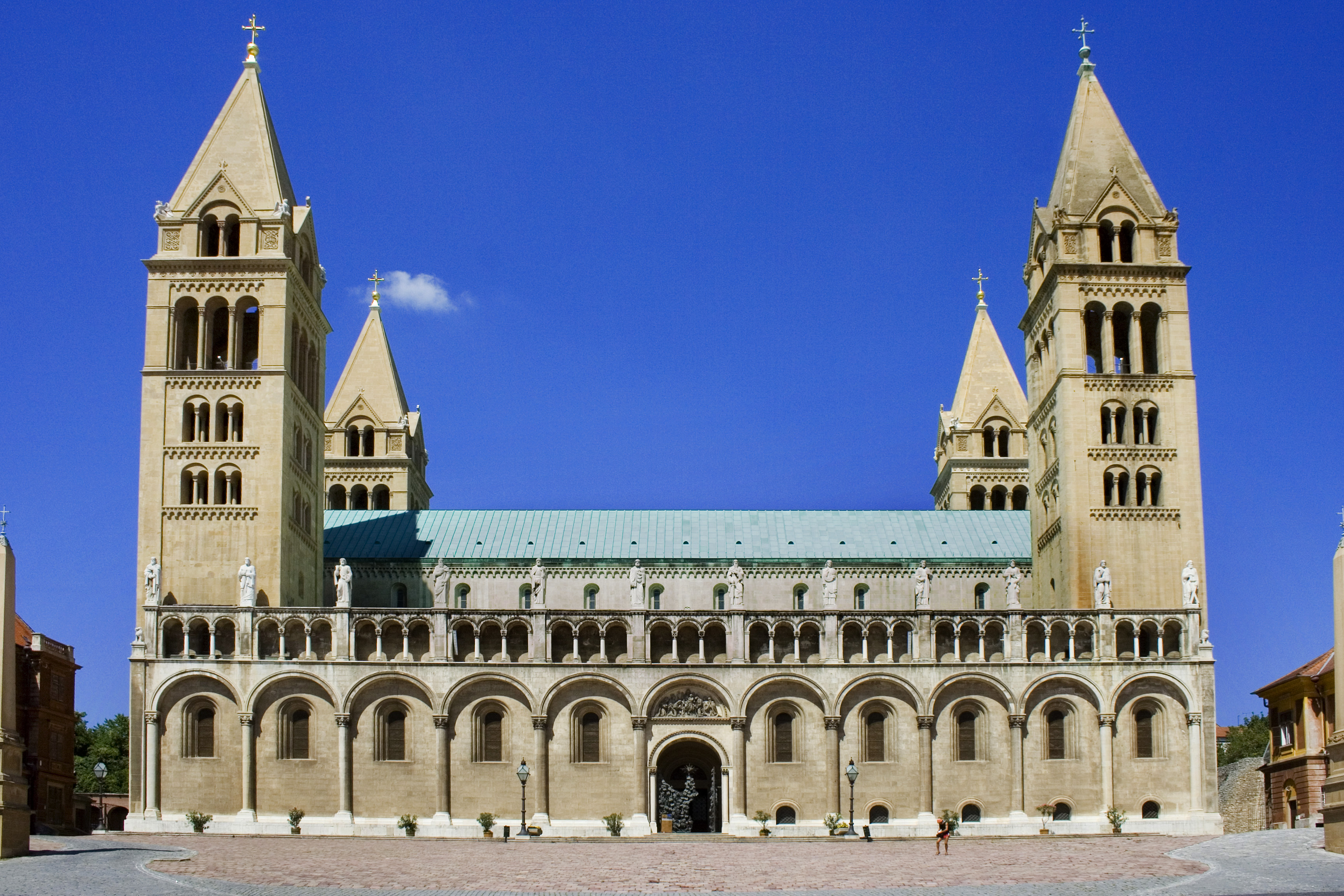
Кафедральний собор у Печі

Для романської доби характерна праця архітектурних артілей з півночі Італії (з Ломбардії), які збудували дві найзначніші базиліки часів Стефана І (1000—38) — у Секешфегерварі і Печі, з дерев'яними перекриттями (храми не збереглися). Собор у Секешфегерварі був визначений як місце коронації та усипальниця угорських королів, тому мав пишний декор, у тому числі й мозаїки на золотому тлі в інтер'єрі, за візантійськими взірцями. Кафедральний собор у Печі, завершений після 1064 року, мав східний (триапсидний) і західний фасади, франковані парами високих веж.
Собор в Калочі кінця ХІІ століття має французький бенедиктинський план: це тринавова базиліка з трансептом, півкруглим хором, деамбулаторієм, вінцем капел і дуже розвиненим перспективним порталом на головному фасаді.
З початку ХІІІ століття провідну роль в архітектурі починає відігравати Орден цистерціанців, а ломбардський вплив витіснився французьким. Прикладом цього є романська церква цистерціанського монастиря в Белапатфальва 1232 року — тринавова базиліка з трансептиком і прямокутним пресвітерієм, без веж, з перспективним порталом і вікном-трояндою над ним (цистерціанці в своїх храмах уникали веж).

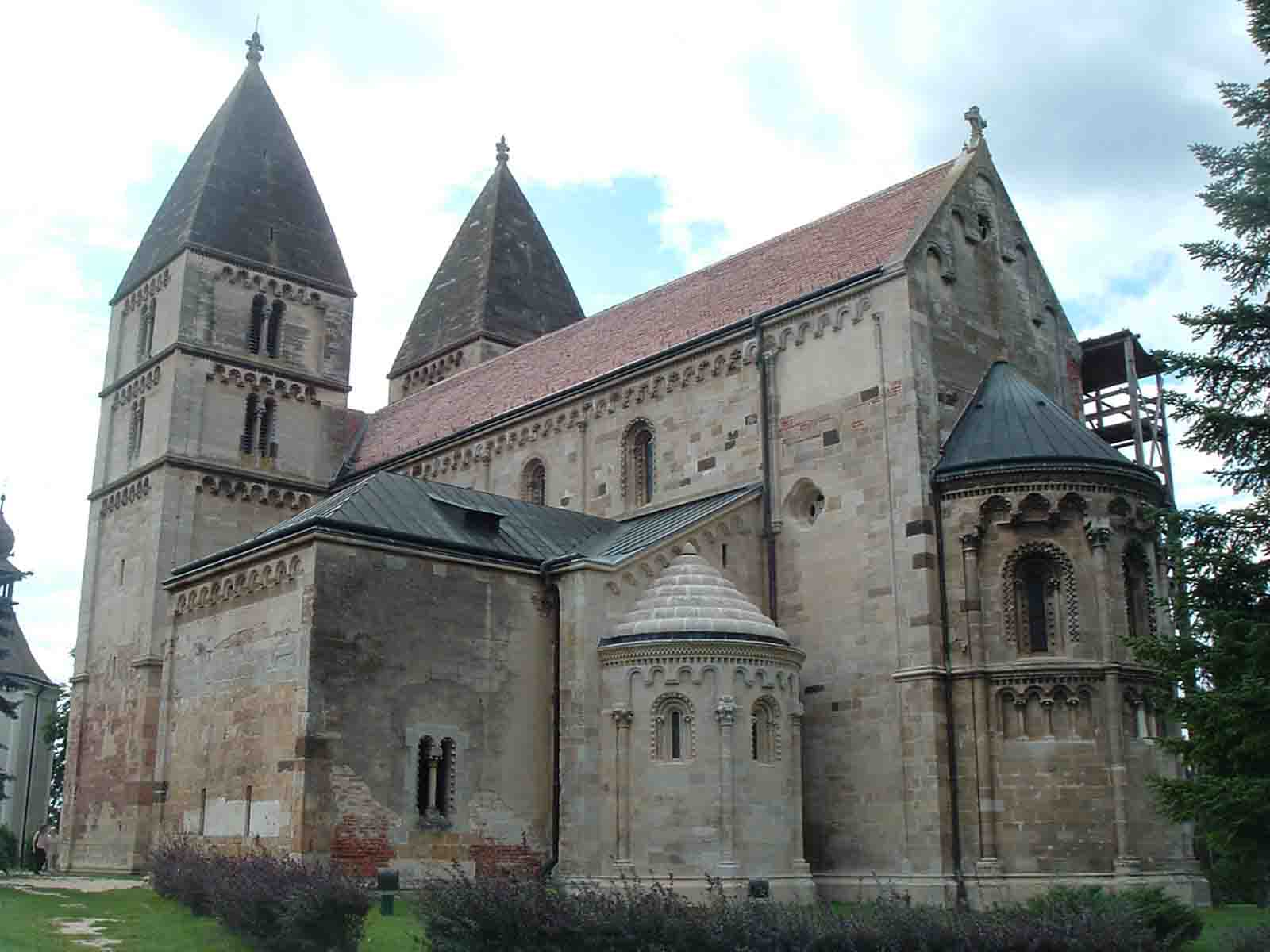
Церква бенедиктинського абатства в Яку

Найвидатніша збережена дотепер пам'ятка угорської романтики — церква бенедиктинського абатства в Яку поблизу Сомбатхея 1220 року — тринавова базиліка без трансепта, звершена зі сходу трьома півкруглими апсидами, з двома вежами з наметовими дахами на західному фасаді, між якими — дуже розвинений перспективний портал з вімпергом. Фасади прикрашені аркатурними фризами (вплив ломбардської архітектури).
Від 1220-х років великого впливу в Угорщині набув Орден премонстранців. Їм належали церква премонстранського монастиря в Оча першої половини ХІІІ століття та церква 1221—56 років у Жамбеку, що збереглася в руїнах. Вона належить до традиційного в Угорщині типу двовежових базилік, проте має романо-готичні риси (контрфорси на фасадах, стрільчаста форма арок, нервюрні склепіння).
Окрема архітектурно-мистецька школа, заснована на французькій традиції, сформувалася в ХІІ столітті у місті Естергом, яке розвивалося з Х століття як князівська, а з ХІІ-го — як королівська резиденція. Прикладом є портал естергомського собору і королівська капела, що поєднує стрільчастість арок, готичні нервюри, вікно-розу, романську скульптуру та мозаїку.

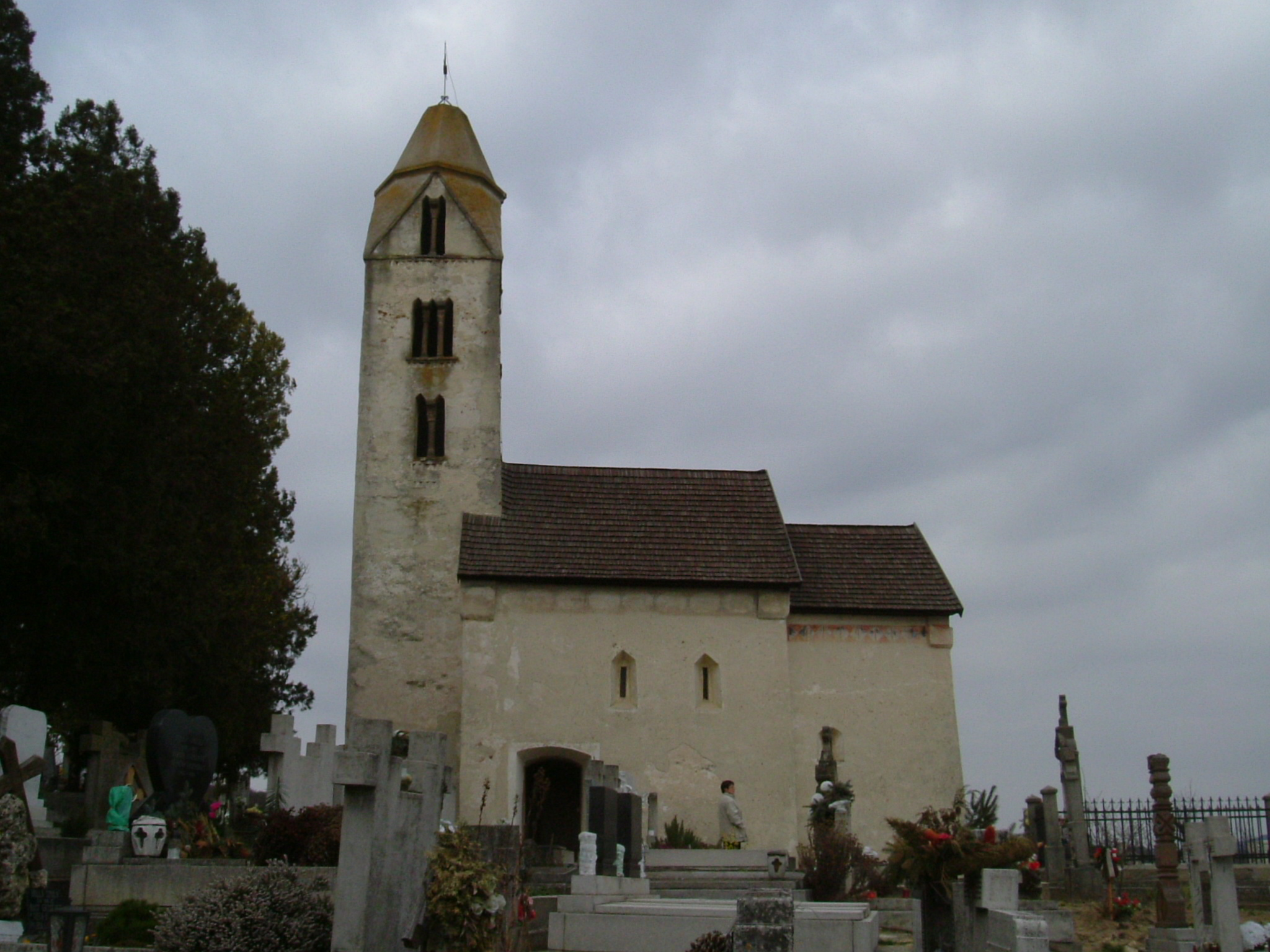
Церква в Егрегі

У сакральній архітектурі застосовувалися й інші види храмів — ротонди, тетраконхи (кладовищенська капела у Папоці ХІІІ ст.), тридільні храми загального типу з навою, вівтарем і вежею по осі західного фасаду (церкви першої половини ХІІІ ст. в Егрегі та в Надьбьоржьоні). Останній тип став канонічним для сільських храмів. Водночас ротонди й тетраконхи вплинули на появу аналогічних храмів у Польщі, Чехії та Україні.
Під впливом південнонімецьких зразків в Угорщині будувалися так звані подвійні капели, як-от у королівському замку в Егері кінця ХІІ століття, де дві капели з вівтарями розташовані одна над одною і поєднані хорами, а також великим отвором у центрі: нижня капела призначалася для челяді, верхня — для короля чи князя.
У ХІІ — ХІІІ століттях активно будуються муровані замки двох типів: житлові башти (в Шарошпатак, ХІІІ ст.; королівський замок в Естергомі 1180 року з тронним залом, «залом Стефана», капелою); замки з донжонами (замок у Вишеграді).
Загалом передмонгольський етап був часом завершення формування і найвищого розквіту угорської архітектури.

### Готична доба— середина ХІІІ— середина XVст.ст.

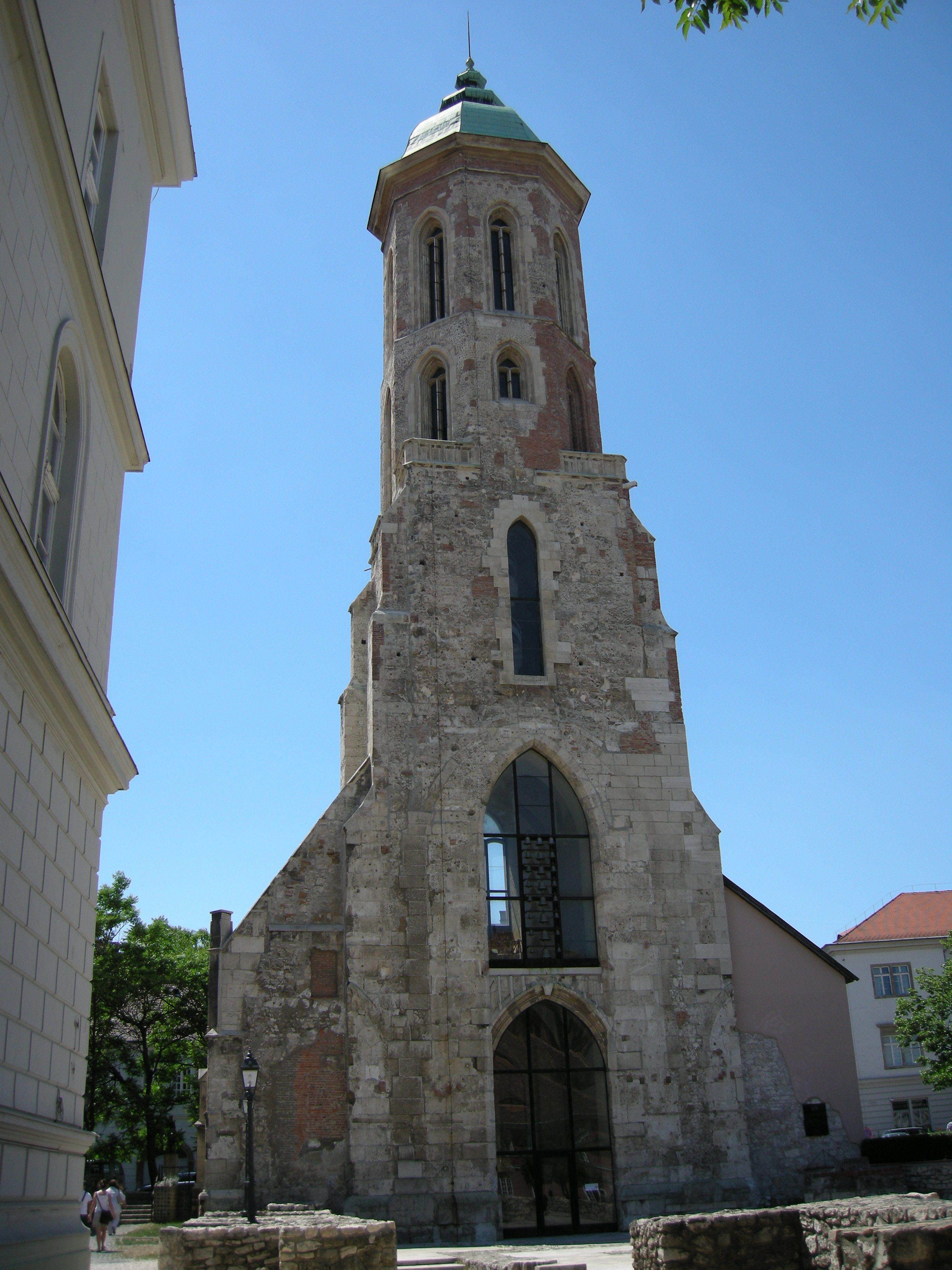
Вежа церкви Марії Магдалини в Буді

Сутичка із Золотою Ордою 1241 року є умовною хронологічною межею між романським і готичним етапами в культурі, тому числі мистецтві й, зокрема, архітектурі на землях Угорщини. У цей час угорські королі підтримували династичні зв'язки з французьким королівським домом, що сприяло французьким впливам в архітектурі. Протягом 1244—47 роках в Угорщині працював знаменитий французький архітектор готичної доби Віллар де Оннекур, після котрого тут лишилися архітектурні проєкти й учні.
Від цієї доби збереглося мало значних храмів, що пов'язано з пізнішими турецькими руйнаціями XVI—XVII століть: собор Богородиці в Буді XIV–XV століть, вежа церкви Марії Магдалини в Буді (1274), францисканська церква в Шопроні з залом капітула середини XIV століття (тринавовий зальний храм з видовженим гранчастим пресвітерієм). Натомість збереглося чимало сільських готичних храмів — у Матраверебей (1400; тринавова базиліка з вежею) та однонавова церква XV століття у Ноградшап.

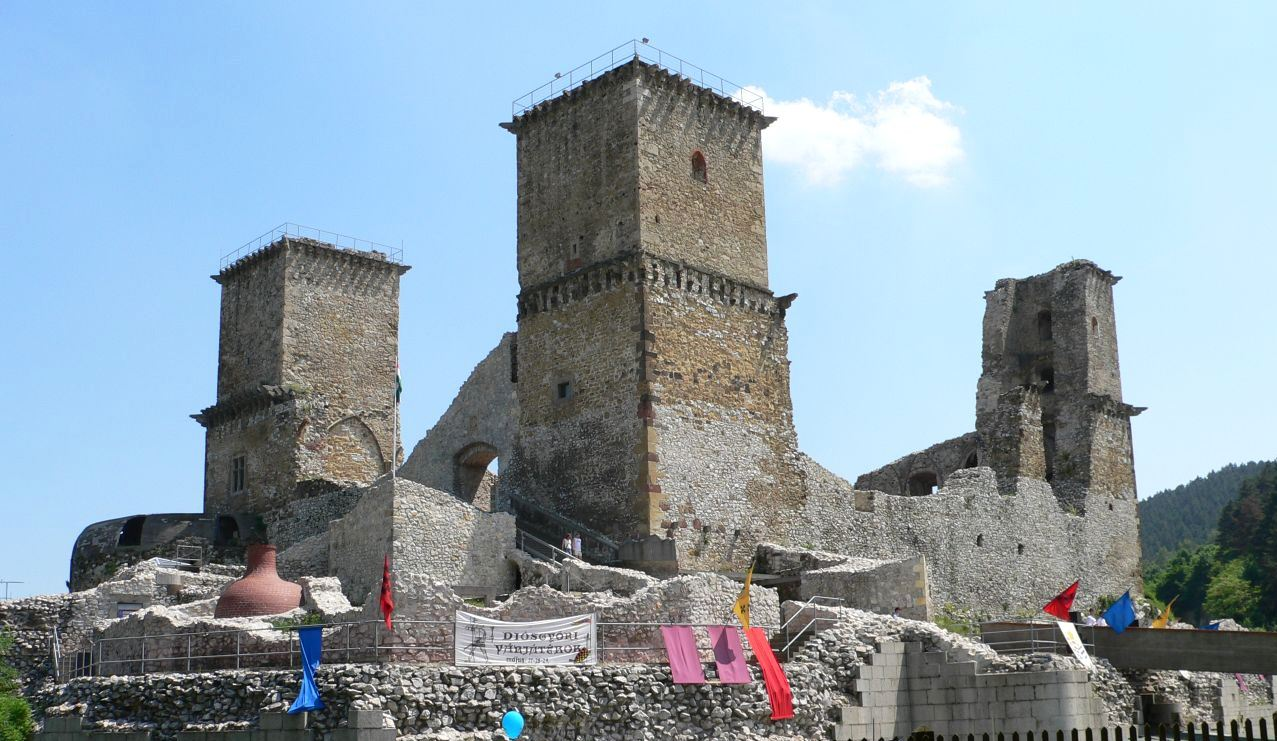
Замок у Діошдьйорі

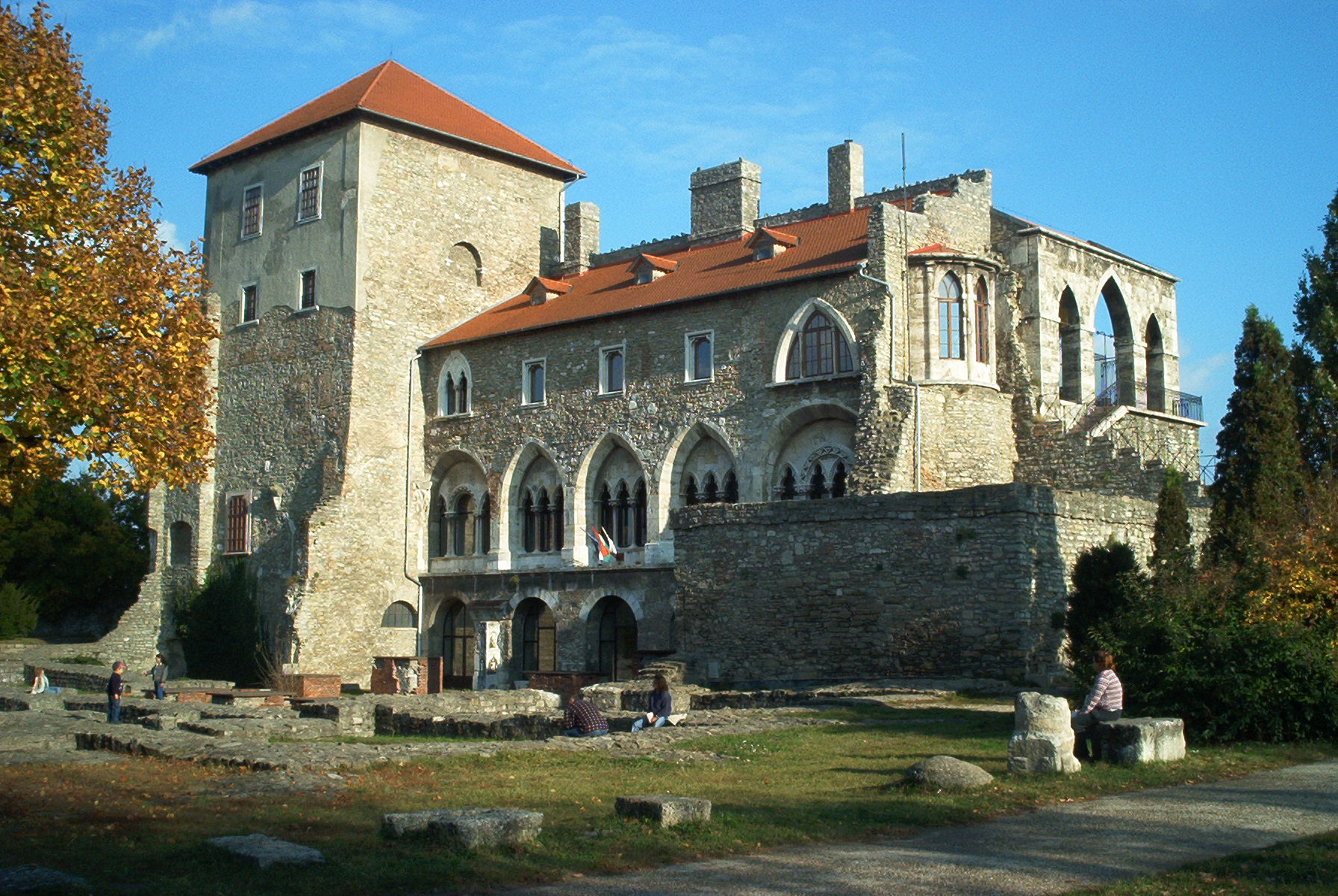
Замок у Таті

У добу готики замки набули регулярної форми, наблизившись до типу конвента. Так, замок у Діошдьйор XV століття — з конвентом, чотирма наріжними баштами, оточений зовнішньою смугою мурів і башт. Замок у місті Тата початку XV століття також належав до типу конвента — в його архітектурних формах вбачається сильний італійський вплив. Від середини XIV століття почалася розбудова королівського замку-палацу у Вишеграді.
За часів правління короля Сигізмунда Люксембурга (роки життя — 1368–1437) найбільшого розвитку набула столиця — місто Буда. Тут на горі над Дунаєм збудовано новий королівський палац (від 1412 року), оточений фортечними мурами (збереглися Південний бастіон, Великий барбакан і башта з Великою брамою); такими ж мурами оточили середмістя. Стилістика цієї архітектури була під сильним впливом чеської пізньої готики (король Сигізмунд був родом із Праги). Силует тодішньої Буди формували три висотні домінанти: вежі собору (1470), домініканської церкви (1496) та церкви Магдалини (1274).
Для середньовічної Угорщини характерні муровані двоповерхові житлові будинки з другим поверхом, що нависає над першим завдяки аркатурі на консолях. Вони розташовані довгим фасадом уздовж вулиці. У першому поверсі був проїзд на всю глибину будинку, з нішами для сидіння (такі будинки збереглися з XV ст. у Будапешті й Сопроні).
Завдяки тісним зв'язкам з Італією в угорській готиці досить рано з'явилися риси ренесансу. Проте в XV столітті Угорщина вступає в тривалу боротьбу з турецькою експансією, яка завадила розвиткові країни загалом і архітектури зокрема.

### Ренесанс— середина XV— початок XVIст.ст.
Ренесанс в Угорщині був стилістикою, пов'язаною передусім з королівським двором Матіаша Корвіна. У цій стилістиці майстри, запрошені з Італії, виконували невеличкі споруди — гробниці й табернаклі в храмах.

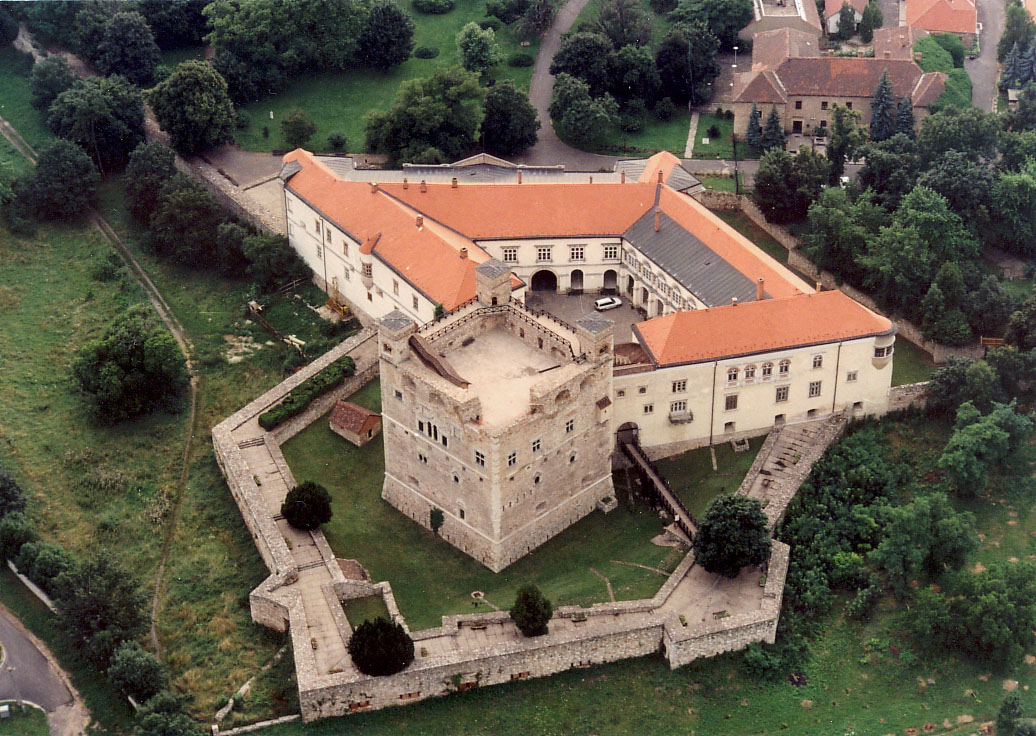
Замок і палац Ракоці в Шарошпатаку

Загалом же в архітектурі Угорщини цього часу, особливо в церковній, продовжували домінувати форми готики, проте нервюрні склепіння нерідко перетворюються на декорацію, навішену на циліндричне склепіння (загального типу церква Іштвана Баторі в Нірбаторі (1488).
У 1470 році Матіаш Корвін перебудував королівський палац у Буді, створивши ренесансний внутрішній двір з аркадою (не зберігся). Одночасно правитель перебудував замково-палацовий комплекс у Вишеграді, який мав розміри в плані 600×200 м, 350 приміщень і поєднував стилістику готики й ренесансу (зберігся в руїнах).
Провідною і добре збереженою пам'яткою цієї доби є замок і палац Ракоці в Шарошпатак 1534—67 років (майстер Петер Перені) — чотирикутного плану, з наріжними баштами й аркадним внутрішнім двором. Вершиною зрілого ренесансу в угорській архітектурі є капела архієпископа Бакоца в Естергомі (1507) — кубічна, увінчана куполом, з тонким ренесансним декором.
Цей період був не тривалим та лишив по собі мало пам'яток з огляду на історичні реалії: в 1526 році турки перемогли угорську армію в битві під Могачем, а 1541 року — вони захопили столицю Угорщини Буду, й більшу частину країни. Відтак, будівельна діяльність в Угорщині завмерла і тривала лише на територіях Словаччини й Трансільванії. Пам'яткою про ті часи лишилися турецькі лазні «Кіралі», збудовані в Буді (1566—70).

### Бароко— кінець XVII— кінець XVIIIст.

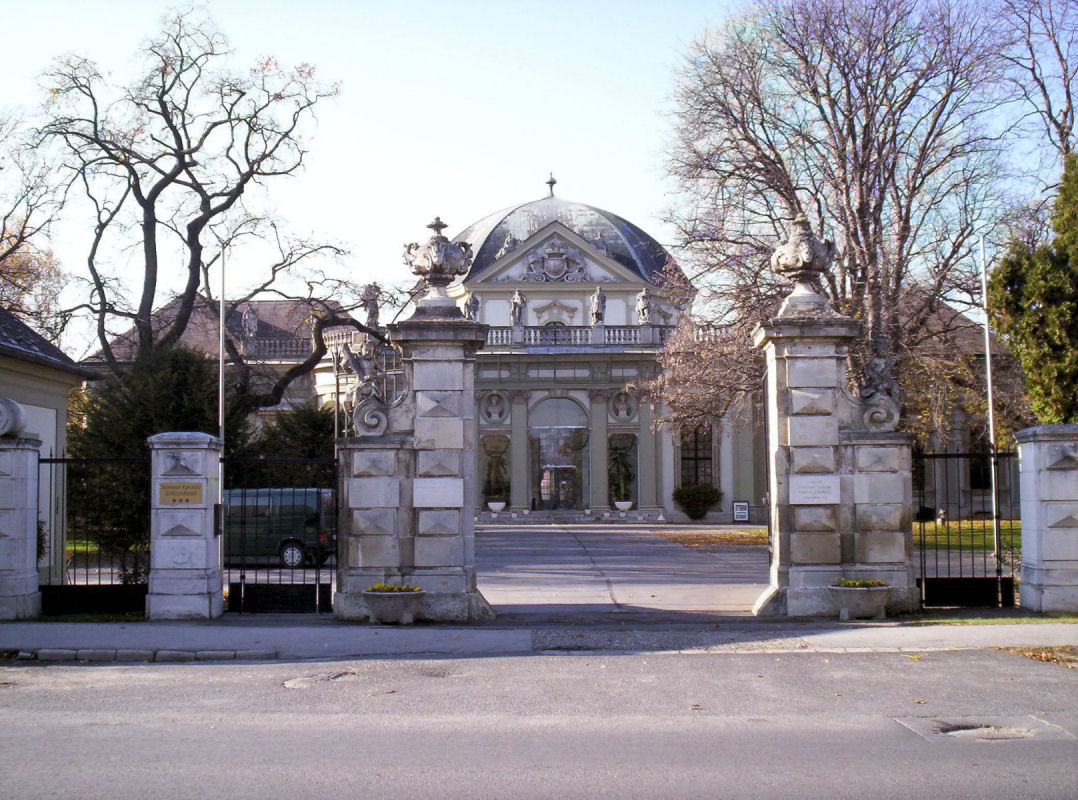
Палац Савойського у Рацкеве

Архітектура бароко в Угорщині отримала можливість розвитку тільки від 1686 року, коли після битви під Віднем (12 вересня 1683 року) Османську імперію витіснили з Австрії та Угорщини. Остання увійшла до складу Габсбурзької монархії та її архітектура розвивалася в єдиній стилістиці з іншими землями імперії. Ця стилістика близька до так званого динамічного бароко, яке з Італії поширилось у Центрально-Східній Європі, проте в Угорщині вона представлена у спрощеному, дещо провінційному варіанті.
Того часу тут будують передусім нові храми в цій стилістиці, а також замки, серед яких переважає один тип — прямокутний у плані, з чотирма наріжними вежами (замок Ракоці в Егерварі, перебудований у 1712—13 роках з замку XVI століття). У містах з'являються житлові будинки з бароковим декором на фасадах (будинки у Секешфегерварі, Будапешті). В Угорщині в цей час працюють італійські, австрійські та німецькі майстри, у тому числі й такі знамениті, як Йоган Лукас фон Гільдебрандт, Андреас Меєргофер.
Етапними пам'ятками стилю бароко в Угорщині є:
- палац на руїнах королівського замку в Буді, збудований у 1749—69 роках за проєктом знаменитого австрійського архітектора Й.-Б. Фішера фон Ерлаха для розміщення університету-військового штабу, а згодом — королівської резиденції;
- палац принца Євгенія Савойського в Рацкеве 1702 року (роботи знаменитого архітектора Й.-Л. фон Гільдебрандта) — з характерною для бароко центрально-симетричною П-подібною композицією головного корпусу з бічними флігелями й замкнутим курдонером;
- палац Гроссалькович у Гьодьолльо 1744—47 років (архітектор А. Меєргофер) — з дуже пластичною і парадною композицією, в якій центральна частина палацу увінчана масивним куполом;
- двоповерховий палац Петерфі (Крістхауз) в Пешті 1755 року (архітектор А. Меєргофер) зі стилістикою фасадного декору, наближеною до рококо.

Вільною реплікою паризького комплексу інвалідів є будинок інвалідів (ратуша) в Будапешті (1727—35, архітектор Антон Ерхард Мартінеллі).
До найкращих барокових храмів Угорщини належать:
- Університетська церква в Пешті архітектора А. Меєргофера (1722—42) — вільна композиція на тему римської базиліки Іль Джезу;
- зального типу церква міноритів в Егері (1758—73) Матіаша Герля;
- двовежові церкви Св. Стефана у Секешфегерварі (1758—68), св. Ігнація у Дєрі, у Таті та у Тіхані середини XVII століття.

### Класицизм— кінець XVIII— перша половина XIXст.ст.

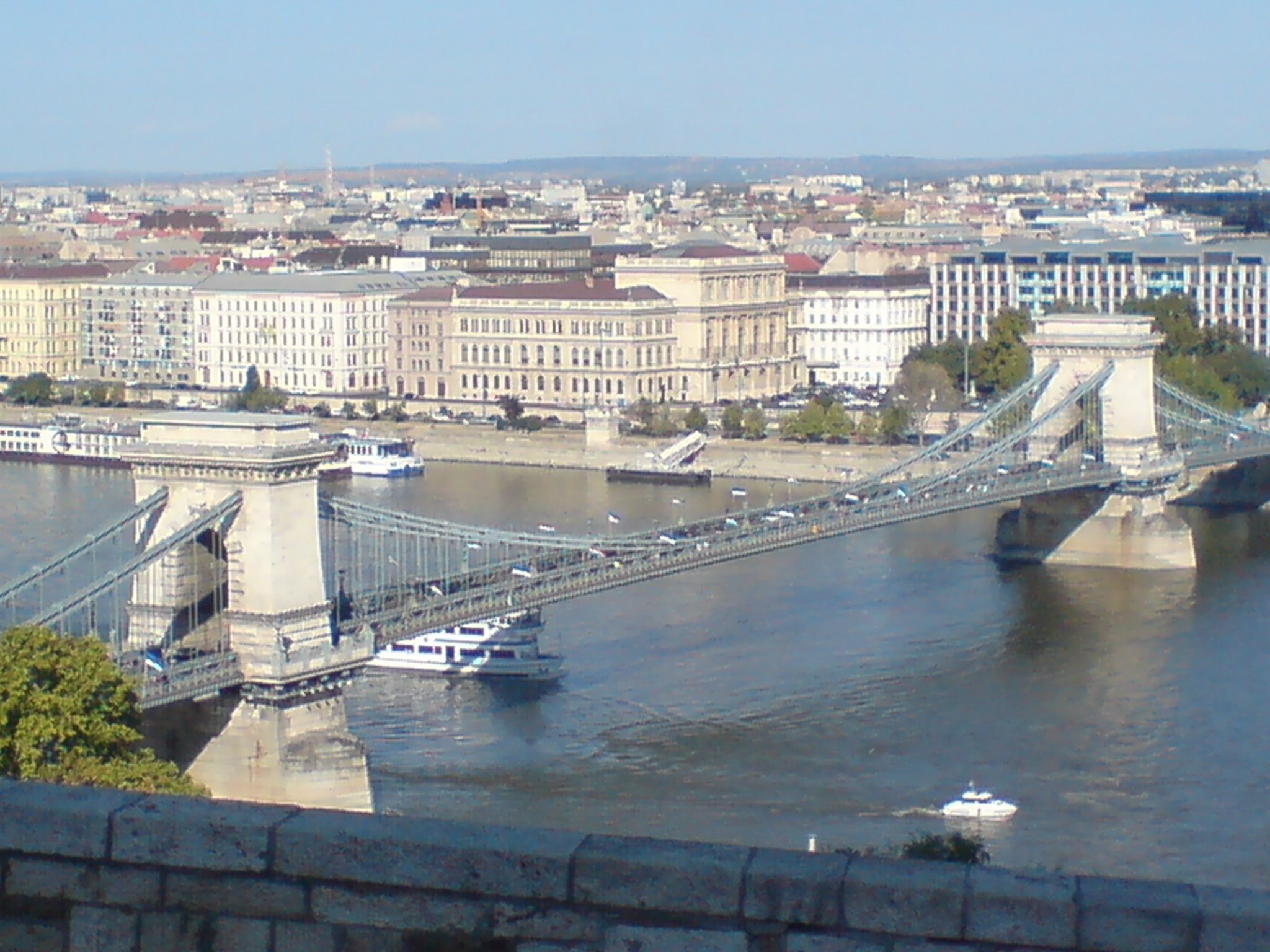
Будапештський ланцюговий міст

Класицизм в Угорщині не позначився епохальними архітектурними витворами. Са́ме в цей час активно забудовується місто Пешт, яке згодом об'єднається з містом по той бік Дунаю — Будою, утворивши нову метрополію — Будапешт. Класицистичне архітектурне обличчя Будапешта створили три архітектори — М. Поллак (будівля Національного музею), Й. Хільд і М. Зіттербарт.

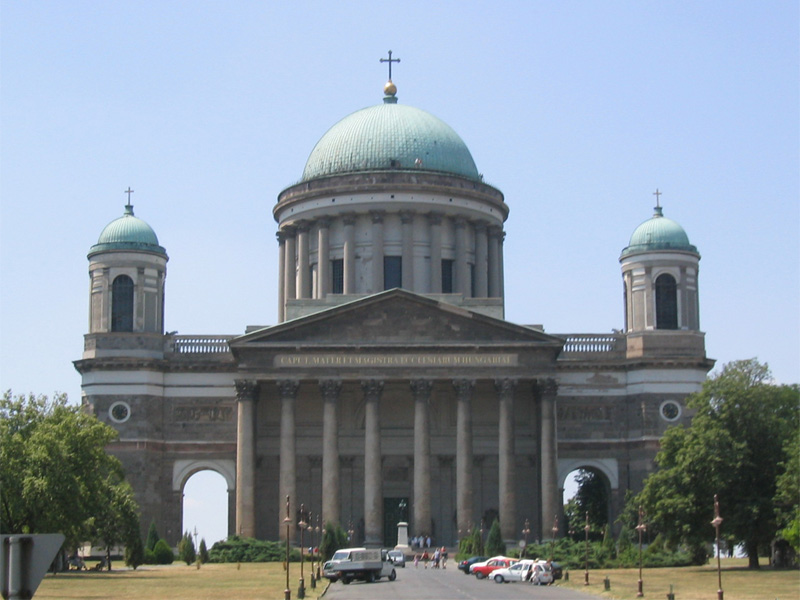
Архієпископський собор в Естергомі

Найкращим твором останнього є головний корпус Комітату (обласної ради) в Пешті 1841 року, фасад якого вирішено великим коринфським ордером на аркаді. До класицистичної стилістики належить і знаменитий Ланцюговий міст у Будапешті 1839—49 років (автор проєкту англієць В. Кларк).
Цікавим класицистичним храмом є реформатська церква в Сільвашвараді (1837—41) архітектора Й. Хільда, що являє собою спрощену репліку римського Пантеону. До цієї ж класицистичної стилістики, щоправда з ремінісценціями бароко, належить двовежевий реформатський храм у Дебрецені 1805—23 років (архітектори Й. Талер і М. Печі).
Та найвизначнішою пам'яткою угорського класицизму є, безперечно, архієпископський собор в Естергомі, збудований у 1802—69 роки (архітектори П. Кюнель і Я. Пак), з величним восьмиколонним портиком коринфського ордера на головному фасаді, могутнім куполом, підбанник якого оперезаний колонадою, та двома дзвіницями обабіч, з'єднаними з основним об'ємом собору монументальними арками.

### Історизм та еклектика— друга половина XIXст.

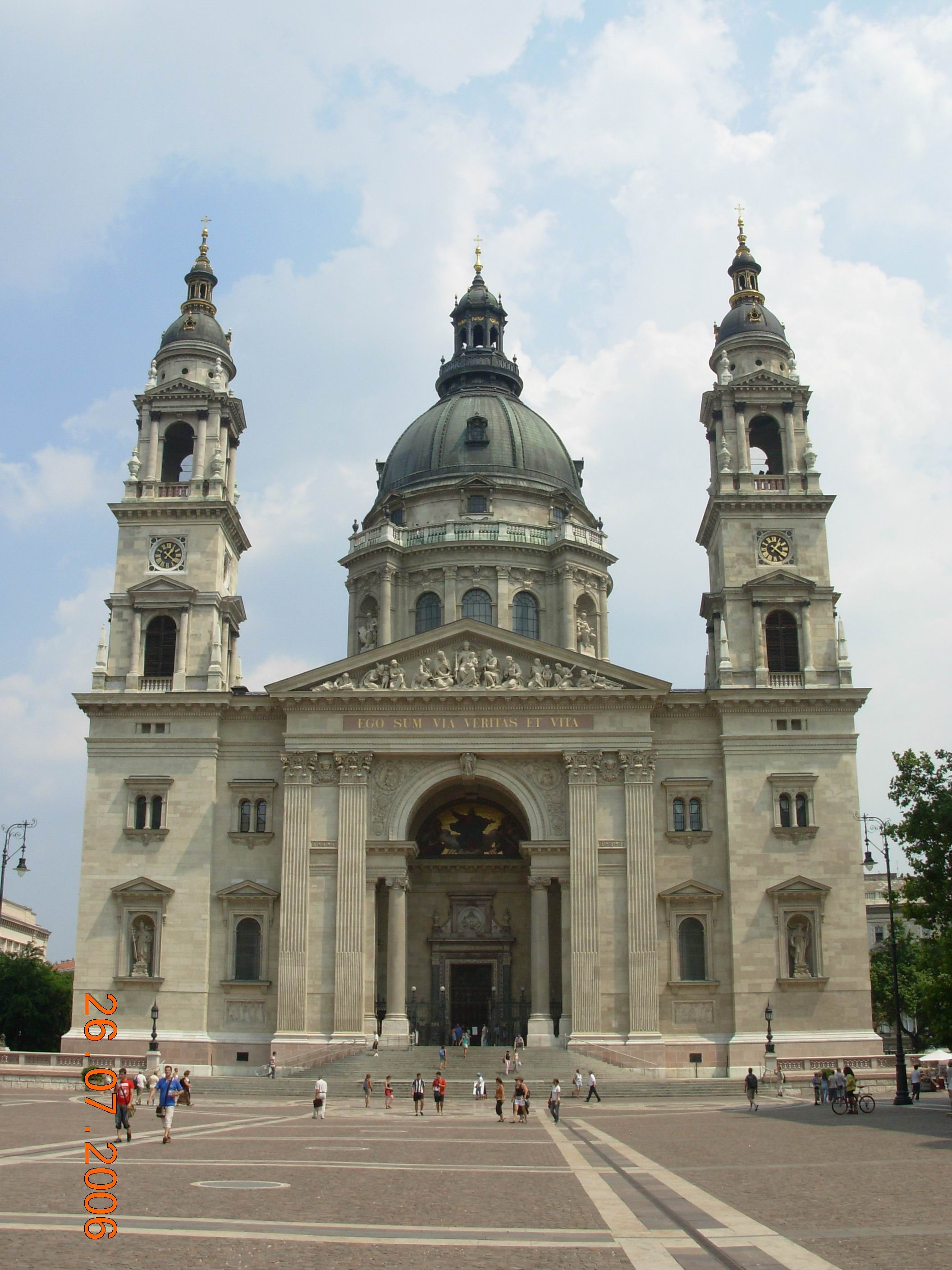
Базиліка Св. Стефана, Будапешт

Історизм і еклектика в угорській архітектурі домінували протягом другої половини XIX століття. Це була доба національно-державного відродження угорців, що яскраво проявилося в архітектурі, особливо — у формуванні ансамблів столиці міста Будапешта, який від 1867 року став другою столицею двоєдиної монархії Австро-Угорщини.
Основна риса цієї доби — архітектурне суперництво з Віднем. За прикладом віденського Рингу в Будапешті також було створено систему кільцевих бульварів. У 1896 року в Будапешті відкрито найперший в континентальній Європі метрополітен.
Важливим іміджевим для нації проєктом наприкінці XIX — на початку XX ст.ст. стало будівництво королівського палацу на території Будайського замку в Будапешті за проєктом архітекторів М. Ібла та А. Гаусмана (1890 — 1904 рр.) в характерній для тодішнього австро-угорського офіціозу неоренесансовій стилістиці, зі збереженням барокового палацу та решток готичних будівель. Центральний ризаліт увінчано високим необароковим куполом, завдяки якому ця будівля на горі стала головною домінантою Будапешта.

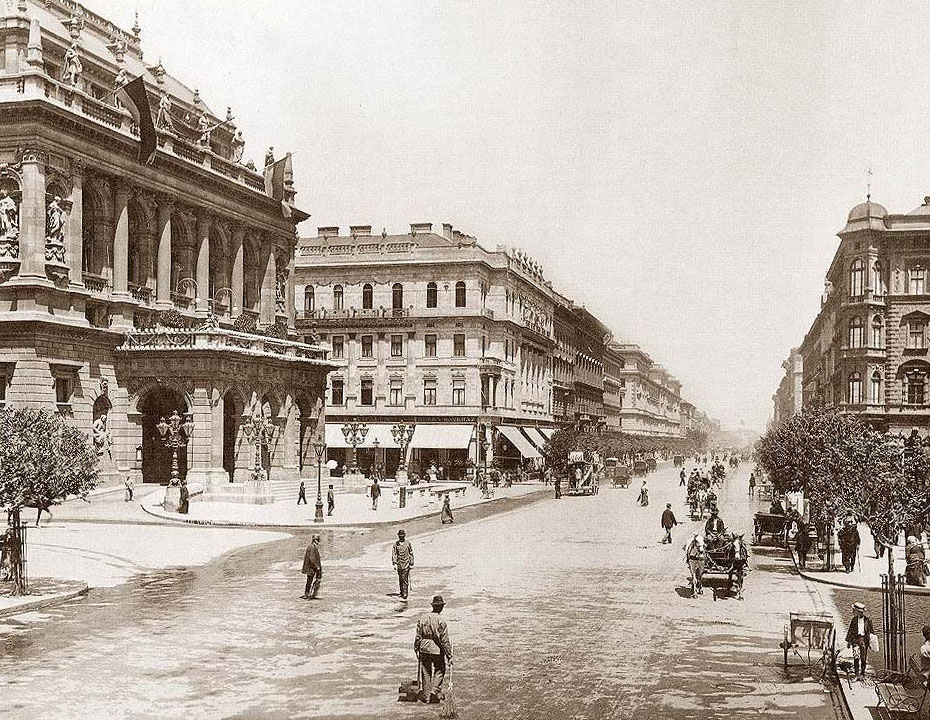
Будинок Будапештської опери (ліворуч), 1896

Символами Будапешта також стали дві монументальні будівлі: купольна двовежева базиліка Св. Стефана (1848–1905 рр., архітектори Й. Хільд і М. Ібл), вирішена у змішаній ренесансно-бароковій стилістиці; та будинок парламенту на набережній Дунаю (1885–1904 рр., архітектор — І. Штейндл) — у стилістиці, що поєднує форми неоготики, необароко й неовізантійського стилю, з симетричним планом і бездоганно вирішеною функцією.
Крім того, етапними пам'ятками архітектури Угорщини цієї доби, є такі:
- Західний вокзал у Будапешті (1874—77) — з металево-скляним дебаркадером, виконаним за проєктом фірми знаменитого французького інженера Г. Ейфеля.
- Церква Матяша (1873 -1896 рр.,арх. Ф. Шулек) - реконструкція у неоготичному стилі.[1]
- Концертний зал (казіно) «Вігадо» в Будапешті (1859—65 рр., архітектор Ф. Фесль) — найбільший витвір угорського романтизму, в якому поєднано стилістику романську, мавританську й візантійську;
- Оперний театр (Будапештська державна опера) в стилістиці «Рінгштрассе»; збудовано в 1873—84 роки за проєктом архітектора М. Ібла.

Зразком пізньо-романтичних стилізацій є Рибальський бастіон в Будапешті (1905 архітектор Ф. Шулек) — відверта історична декорація в неороманських формах.
Загалом архітектурний образ Будапешта остаточно сформувався са́ме в цей період.

### Модерн: 1890–1914

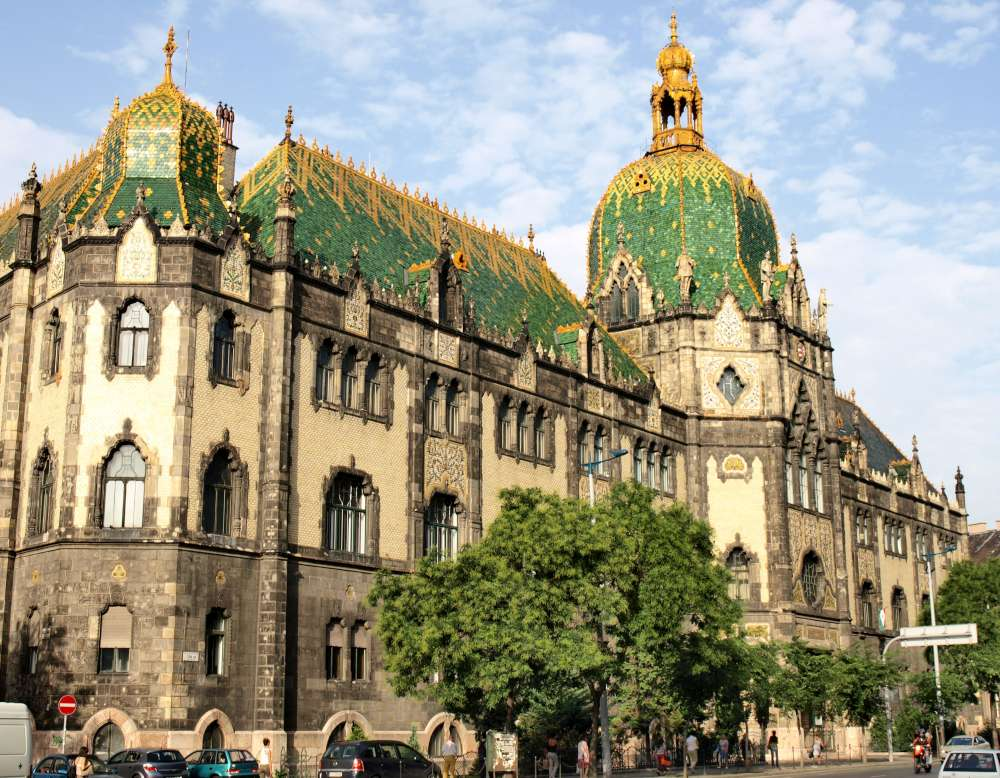
Музей ужиткового мистецтва, Будапешт

Модерн в Угорщині розвивався як місцеве, дещо провінційне відгалуження віденської сецесії. У той самий час архітектори молодшого покоління — Е. Лехнер, Б. Лайта тощо вдалися до пошуків угорського національного стилю в архітектурі.
Основні твори Е. Лехнера: церква св. Ладислава в районі Будапешт-Кебаня (1894–1906), фасади якої обличковано кольоровою майолікою; Музей ужиткового мистецтва (1893—96 рр.), Геологічний інститут (1896—99 рр.), Національний банк (1899–1902), будинок поштової ощадної каси (1901) — всі в Будапешті.
Інші тогочасні яскраві твори архітектури сецесії: театр ім. Я. Арані (1909) та будинок Рожевальді початку XX ст. (архітектор Б. Лайта), будинок банку Османського (1906) — усі в Будапешті, а також чимало прибуткових будинків та особняків там само.
Окремі зразки угорського модерну є й у інших містах — ратуші в Кечкеметі та Кіскуньфеледьгазі, приватні будинки (палаци) й готелі в Сегеді та Мішкольці, будинок Музею Лайоша Кошута в Цегледі тощо.